# Ratno Dolne (zámek)
Ratno Dolne je zřícenina zámku postaveného kolem roku 1563 v polské obci Ratno Dolne. V následujících stoletích byl zámek několikrát přestavěný. V roce 1998 byl poškozen požárem.

## Historie
Původní hrad v obci Ratno Dolne byl postaven v posledních desetiletích 15. století na obdélníkovém půdorysu o rozměrech 14 × 22 metrů s věží vysokou 7,5 metru a vstupem ze severu. V roce 1563 byl rozšířen Balzerem z Reichenbachu. V roce 1645, během třicetileté války, byla stavba zničena. Ruinuí koupil v roce 1675 Daniel Paschasius z Osterbergu, který ji přestavěl, zvýšil a přistěvěl atiku. Postavil také novou budovu v severovýchodní části nádvoří.
K výrazným proměnám došlo ve druhé polovině 19. století, kdy se majitelem hradu stal od roku 1854 Woldemar Johnston Kroegeborn (1806–1860), od roku 1860 pak Theresa de mono Amelang (1815–1887), Kroegebornova manželka, a později od roku 1872 jeho syn Maximillian von Johnston Kroegeborn (1847–1918), královský komoří. V té době byla postavena štíhlá západní věž a přestavěno vstupní nádvoří. Kolem roku 1896 byly modernizovány interiéry. Od roku 1918 byla majitelkou Elisabeth, de mono Hauteville-Jacquemine (1849–1933), vdova po Maximovi.
Po roce 1945 byl zámek využíván Státním zemědělským statkem a jako rekreační objekt. V letech 1972 a 1985 na zámku proběhly drobné opravy. V roce 1996 ho koupil vratislavský podnikatel Edward Ptak. V zimě 1997/1998 byla při požáru zničena střecha a stropy. Od té doby budova chátrá. V roce 2006 ji Edward Ptak daroval společnosti WKS Śląsk Wrocław, jejímž byl akcionářem a předsedou představenstva.

## Architektura
Budova je postavena na čtyřúhelníkovém půdorysu z kamene a cihel s malým vnitřním nádvořím. Ornamentální vstupní portál je zakončen trojúhelníkovým frontonem završeným vázou se stonky plnými listů a chmelových plodů. Fronton obsahuje nápis a erby Maximilliana von Johnston Kroegeborna (1847-1918) vlevo a jeho manželky Elisabethy von Hauteville-Jacquemine (1849–1933) vpravo kryté přikryvadly vyrůstajícími z přilby.
Budova je třípodlažní s mezipatrem a krytá nízkými sedlovými střechami.
Na skromných fasádách se dochovaly fragmenty architektonických detailů, některé okenní rámy, rustikalizace na nárožích a korunní atiky. Ve středním bodě atiky jižního průčelí je umístěn erb rodiny Johnston Kroegeborn s datací MDCCCLXXII (1872), který drží dva lvi. Vnitřní dispozice je vícepatrová, v některých místnostech se dochovaly křížové klenby.
K zámku přiléhají terasovité zahrady ze 17. století a bývalá obora, přeměněná v 19. století na krajinářský park. Nedaleko stojí hospodářské budovy bývalého panství a dvě hospodářské budovy zámku.

## Galerie

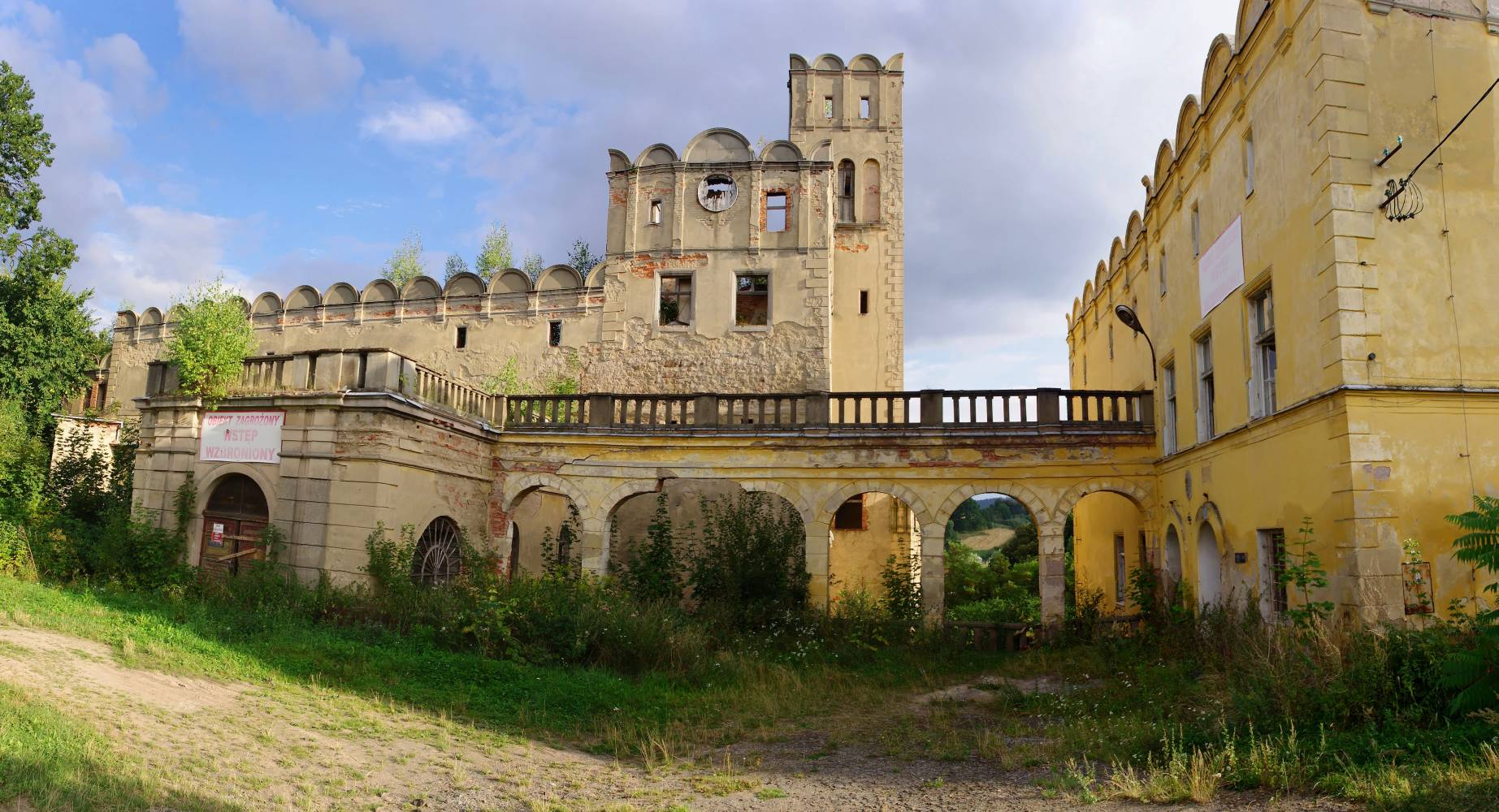
Zámek
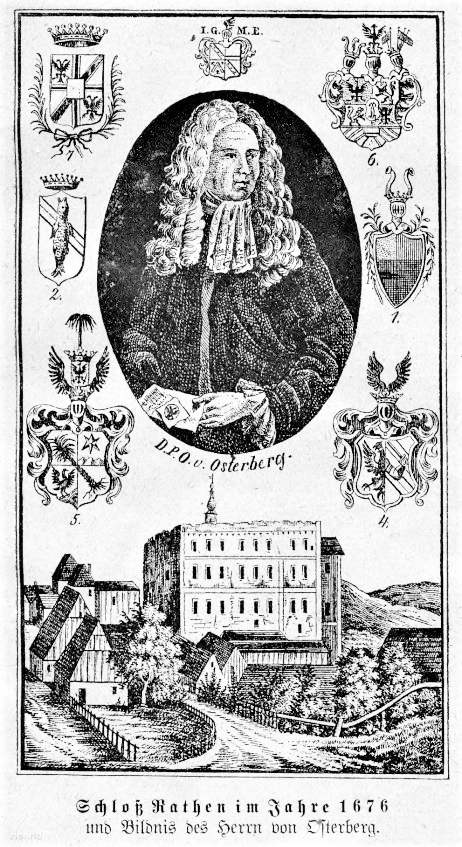
Historický pohled
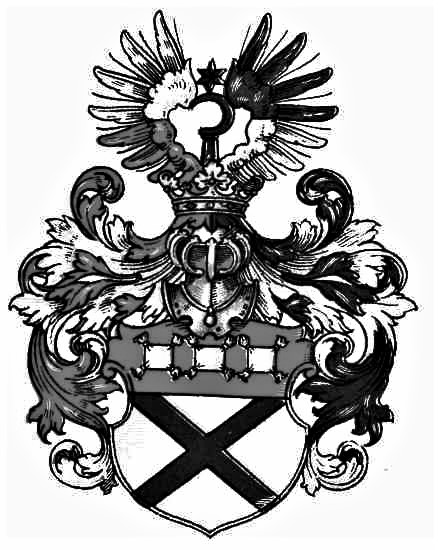
Erb rodu Johnston Kroegeborn
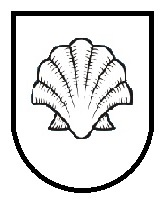
Erb Alžběty z Hauteville-Jacquemine